# ألان كلارك
ألان كلارك (بالإنجليزية: Allan Clarke)‏ مواليد 31 يوليو 1946 في ستافوردشاير، إنجلترا، هو لاعب كرة قدم إنجليزي دولي سابق كان يلعب كمهاجم. سبق له أن لعب في كأس العالم لكرة القدم مع منتخب بلاده.

## المسيرة الاحترافية

### أندية لعب لها
- نادي والسول
- نادي فولهام
- ليستر سيتي
- ليدز يونايتد
- نادي بارنسلي

## روابط خارجية
- ألان كلارك على موقع الاتحاد الدولي (مؤرشف)  (الإنجليزية)
- ألان كلارك على موقع الاتحاد الأوربي (الإنجليزية)
- ألان كلارك على موقع قاعدة بيانات كرة القدم.إي يو (الإنجليزية)
- ألان كلارك على موقع ناشيونال فوتبول تيمز (الإنجليزية)
- ألان كلارك على موقع عالم كرة القدم.نت (الإنجليزية)